# シンキングマシンズ
シンキングマシンズ (Thinking Machines Corporation) は、1982年にW.D. HillisとSheryl Handlerが設立したスーパーコンピュータメーカーである。
Hillisが、マサチューセッツ工科大学で研究する並列コンピューティングアーキテクチャのコネクションマシンを商用化するために起業した。
1984年にMIT人工知能研究所と競合のケンドール・スクエア・リサーチ社に近いマサチューセッツ州ケンブリッジのケンドール・スクエアへ移転する。ほかの競合企業に、CM-2互換機を販売するMasParやのちにCM-5互換機を販売するMeikoがある。

## 製品
コネクションマシンの全機種を時系列に列挙するとCM-1、CM-2、CM-200、CM-5、CM-5Eとなる。
コネクションマシンにはCommon Lispからの派生である*Lisp、Connection Machine Lisp、C言語からの派生であるC*、通常のFORTRANプログラムを自動的に並列化するコンパイラである並列化FORTRANなど超並列マシン向けの特製プログラミング言語がいくつか用意された。
CM-1からCM-200まではSIMDアーキテクチャで、CM-5とCM-5EはMIMDアーキテクチャである。

## 歴史
1989年に米国国防総省高等研究計画局 (DARPA) と契約して黒字となる。
1990年に6500万ドルの収入があり、並列スーパーコンピュータ市場で首位となる。
1991年にクレイやIBMは、DARPAが不当にシンキングマシンズを助成している、と訴えた。
1992年に再び赤字となり、社長の Sheryl Handlerは批判された。
1994年8月に倒産する。のちに小さなソフトウェア企業として再建し、かつてライバルの並列スーパーコンピュータ用アプリケーションを開発する。

## 分散
ハードウェア技術者の多くはサン・マイクロシステムズへ移り、エンタープライズシリーズの並列コンピュータを設計した。
ビジネス・スーパーコンピュータ部門が開発したデータマイニングソフトウェアDrawinはオラクル社に買い取られた。
Darwinの設計チームは、Dun & Bradstreet（D&B、ビジネス情報会社）へ移った。

### 関連人物
創業者以外でシンキングマシンズ社に勤務または関係した著名人。
- マービン・ミンスキー
- リチャード・P・ファインマン
- ガイ・スティール・ジュニア：Common Lisp, Scheme
- ブリュースター・ケール：Internet Archive
- Greg Papadopoulos：サン・マイクロシステムズ重役
- Karl Sims：ニューラルネットワークを用いた人工生命の研究者。
- Charles E. Leiserson：マサチューセッツ工科大学教授。並列コンピューティングの研究者。
- Doug Lenat：Cycorp, Inc. 社長。人工知能の研究者。
- スティーブン・ウルフラム：Mathematica（数式処理システム）の作者。
- Eric Lander：MIT教授。ヒトゲノムの研究者。
- Jack Schwartz：ニューヨーク大学教授。数学、情報工学。